# Fondmetal GR01
De Fondmetal GR01 is een Formule 1-auto, die in de eerste helft van het seizoen 1992 werd gebruikt door het Formule 1-team van Fondmetal F1 SpA. De wagen is ontworpen door Robin Herd, Tim Holloway en Tino Belli.
De auto is gebaseerd op de Fomet F1 en is uitgerust met een FordHB motor. De wagen werd bestuurd door Andrea Chiesa en Gabriele Tarquini. De GR01 bleek uiteindelijk een slechte wagen te zijn want er werd namelijk niet één keer gefinisht.  

## Resultaten
| Kleur  | Resultaat                              |
| ------ | -------------------------------------- |
| Goud   | Winnaar                                |
| Zilver | Tweede plaats                          |
| Brons  | Derde plaats                           |
| Groen  | Gefinisht (punten behaald)             |
| Blauw  | Gefinisht (geen punten behaald)        |
| Blauw  | Niet geklasseerd (NC)                  |
| Paars  | Uitgevallen (DNF)                      |
| Rood   | Niet gekwalificeerd (DNQ)              |
| Zwart  | Gediskwalificeerd (DSQ)                |
| Wit    | Niet gestart (DNS)                     |
| Blanco | Gewond (INJ)                           |
| Blanco | Uitgesloten (EX)                       |
| Blanco | Teruggetrokken (WD) / Niet deelgenomen |
| P      | Poleposition                           |
| S      | Snelste ronde                          |

| Jaar | Team             | Motor      | Banden   | Coureurs          | 1   | 2   | 3   | 4   | 5   | 6   | 7   | 8   | 9   | 10  | 11  | 12  | 13  | 14  | 15  | 16  | Punten | WK-plaats |
| ---- | ---------------- | ---------- | -------- | ----------------- | --- | --- | --- | --- | --- | --- | --- | --- | --- | --- | --- | --- | --- | --- | --- | --- | ------ | --------- |
| 1992 | Fondmetal F1 SpA | Ford HB V8 | Goodyear |                   | ZAF | MEX | BRA | SPA | SMR | MON | CAN | FRA | GBR | DUI | HON | BEL | ITA | POR | JPN | AUS | 0      | NC        |
| 1992 | Fondmetal F1 SpA | Ford HB V8 | Goodyear | Andrea Chiesa     | DNQ | DNF | DNQ | DNF | DNQ | DNQ | DNQ |     | DNQ |     |     |     |     |     |     |     | 0      | NC        |
| 1992 | Fondmetal F1 SpA | Ford HB V8 | Goodyear | Gabriele Tarquini | DNF | DNF | DNF | DNF | DNF | DNF |     |     |     |     |     |     |     |     |     |     | 0      | NC        |